# Đá Zubof
Đá Zubof (hay Đá Zuboff) là một hòn đảo nhỏ gần Sitka, Alaska, Hoa Kỳ, nằm ngoài khơi bờ biển phía đông bắc của đảo Baranof. Đá Zubof nằm trong một khu vực có tên là The Basin trong Vịnh Kelp. Hòn đảo được đưa vào Hệ thống Thông tin Địa danh của Cục Khảo sát Địa chất Hoa Kỳ vào ngày 31 tháng 3 năm 1981. Hòn đảo bắt đầu có tên là Zuboff kể từ năm 1895, là một họ của người Nga, theo báo cáo của Trung tá Hải quân J. F. Moser của Hải quân Hoa Kỳ.
Đá Zubof thường được thấy khi thủy triều xuống, có chiều dài khoảng 400 thước Anh (365,8 m). Hòn đảo nằm về phía tây nam của Đảo Crow khoảng 0,375 dặm (0,6 km).